# Катц, Анатолий Иосифович
Анато́лий Ио́сифович Катц (10 июля 1936, Ленинград, РСФСР — 21 января 2017, Саратов, Российская Федерация) — советский и российский пианист, композитор и педагог. Профессор Саратовской государственной консерватории им. Л. В. Собинова, художественный руководитель и солист Саратовской областной филармонии им. А. Г. Шнитке, заслуженный деятель искусств Российской Федерации, заслуженный артист РСФСР (1988).

## Биография
Родился в еврейской семье. После окончания музыкальной школы-десятилетки при Ленинградской консерватории Анатолий Иосифович Катц в 1955 году поступил в Саратовскую государственную консерваторию им. Л. В. Собинова. Получил высшее образование в классе заслуженного деятеля искусств России, профессора А. О. Сатановского, затем окончил аспирантуру Московской государственной консерватории под руководством народной артистки России, профессора Н. П. Емельяновой.
В 1964 году вернулся в Саратовскую консерваторию, уже имея звание лауреата Всесоюзного (Москва, 1961) и Международного (Прага, 1963) конкурсов. С 1966 года одновременно работал солистом Саратовской филармонии. Был одним из ведущих профессоров консерватории и художественным руководителем филармонии. За долгие годы концертной деятельности исполнил множество сольных и симфонических программ в городах России и странах СНГ. Активно гастролировал за рубежом. В 2005—2006 годах состоялись гастрольные поездки по городам Италии.

## Творческая деятельность
В исполнительском облике пианиста привлекают, прежде всего, артистизм, культура звука, тонкий лиризм, внутренняя сокровенность. Этими качествами отмечены его интерпретации сочинений Шопена, Шуберта, Шумана и других романтиков, а также русских композиторов, творчество которых занимало важное место в его репертуаре. Особо следует подчеркнуть интерес Анатолия Катца к музыке композиторов XX века. Он являлся первым в России исполнителем таких сочинений, как «Век тревог» Леонарда Бернстайна и «Ritmica ostinata» Акиро Ифукубе. Постоянно включал в свои программы сочинения Арнольда Шёнберга, Альфреда Шнитке, Галины Уствольской и других.
Проводил мастер-классы в консерваториях Италии, на Международном фестивале (Festival International de Colmar) Владимира Спивакова в Кольмаре (Франция), участвовал в работе жюри международных конкурсов в России и за рубежом.
Сотрудничество Саратовского ТЮЗа и Анатолия Иосифовича продолжалось много лет, он написал музыку к спектаклям «Эй ты, здравствуй!», «Рядовые», «Как вам это понравится?», «Золотой ключик», «Дюймовочка» и другим постановкам театра.